# Rissoa xanthias
Rissoa xanthias är en snäckart som beskrevs av Watson 1885. Rissoa xanthias ingår i släktet Rissoa och familjen Rissoidae. Inga underarter finns listade i Catalogue of Life.